# Liosina
Liosina is een geslacht van sponsdieren uit de klasse van de Demospongiae (gewone sponzen).

## Soorten
- Liosina arenosa (Vacelet & Vasseur, 1971)
- Liosina blastifera Vacelet, Bitar, Carteron, Zibrowius & Perez, 2007
- Liosina granularis Kelly Borges & Bergquist, 1988
- Liosina paradoxa Thiele, 1899